# Annette Steinhauer
Annette Steinhauer (* 1970) ist eine deutsche Illustratorin.

## Leben
Nach dem Studium von Kommunikationsdesign mit dem Schwerpunkt Illustration und Animation an der Universität Essen hat sie in vielen Zeichentrickfilmen, Serien und Commercials als Animatorin gearbeitet. Sie hat einige Bücher der Autorin Liane Schneider aus der Kinderbuch-Reihe Meine Freundin Conni des Carlsen Verlags illustriert.
Annette Steinhauer arbeitet und lebt mit ihrer Familie in Hattingen an der Ruhr.

## Werke

### Illustrationen zu Werken von Liane Schneider
- Conni erlebt die Jahreszeiten. Mit Conni-Jahresuhr zum Herausnehmen. 2010, ISBN 978-3-551-16850-4
- Conni lernt backen. 2009, ISBN 978-3-551-05790-7 (Pixi-Serie 190)
- Conni im Kindergarten. 2009, ISBN 978-3-551-16712-5
- Conni lernt backen. [2008], ISBN 978-3-551-08981-6
- Conni lernt backen. 2006, ISBN 978-3-551-51691-6
- Conni geht verloren. 2010
- Conni beim Frisör. 2010
- Conni in den Bergen. 2010

### Illustrationen zu Werken anderer Autorinnen
- Lena Bachmann: Conni beim Kinderarzt. Mit Kinderpflastern in Markenqualität. 2008, ISBN 978-3-551-16706-4
- Hanna Sörensen: Conni lernt die Uhrzeit. 2007, ISBN 978-3-551-18501-3